# 종합연구대학원대학
종합연구대학원대학(일본어: 総合研究大学院大学, 영어: SOKENDAI, The Graduate University for Advanced Studies)은 가나가와현 미우라군 하야마정에 본부를 위치한 일본의 국립대학이다. 1988년에 설립되었다. 대학의 약칭은 일본에서 소켄다이(일본어: 総研大)라고 한다.

## 개요
종합연구 대학원 대학은 일본 최초의 박사 과정만을 위하여 설립된 국립 대학원 대학이다. 대학 졸업자 혹은 대학원 석사 과정(박사 전기 과정)수료자를 대상으로 한다. 전자에 대해서는 5년 일관제 박사 과정, 후자에 대해서는 박사 후기 과정이다. 6개의 연구과로 구성되어, 각 연구과는 몇 개의 전공으로 나뉜다. 각 전공의 연구 지도는 "기반기구"(대학본부, 4개의 "대학 공동이용 기관법인"에 속하는 16개의 연구소, 독립행정법인 미디어 교육개발센터 및 독립행정법인 일본 우주항공연구개발기구 우주과학연구소)에서 열린다.

## 목적
일본의 국립대학 법인법에 규정된 부분에 따라 설립된 국립 대학원 대학이다. 국립 대학원 대학의 목적은 시대의 미래를 내다보고 전문적 시야의 넓은 연구자를 육성하고 공공의 이익에 기여하는 것이다.
학술 연구의 새로운 흐름에 선도적으로 대응하고 창조성이 풍부한 시야의 많은 연구자를 양성하는 것을 목적으로 한다. 5년 일관제 박사 과정의 신설은 높은 잠재 능력을 가진 인재를 미리 확보함으로써, 보다 고도의 학술 연구를 실시하는 인재를 발굴하고 양성하는 것이다.
참고로 종합 연구 대학원대학 이외의 국립 대학 법인의 대학원 대학에는 호쿠리쿠 첨단과학기술대학원대학(JAIST), 나라 첨단과학기술대학원대학(NAIST)이 있다. 대학원대학은 박사 전기과정 및 박사 후기과정을 갖고 지역산업인력의 배출과 지역산업진흥을 목적으로 한 산업기반 강화를 위한 학술 연구센터로, 산학 및 지방자치단체의 협력으로 설립된 것이다.
또한 공공 정책 분야에서 고도 학제적 정책 연구 교육 기관을 목적으로 설치된 정책연구대학원대학(GRIPS)이 있다. 이들 대학원대학 개설시의 경험을 토대로 일부 국립 대학 법인, 공립 대학 법인에서는 대학원 중점화가 이루어지고 있다.

## 연혁
- 1988년 10월 : 종합연구대학원대학 개교(수학물리과학연구과, 생명과학연구과와 함께 박사 후기과정). 본부는 가나가와현 요코하마시 미도리구 나가쓰타 도쿄 공업대학 나가츠타 캠퍼스(현재의 스즈카 케다이(すずかけ台) 캠퍼스)내
- 1989년 4월 : 문화과학연구과 (박사 후기과정) 설치, 3개의 연구과에서 학생수용 개시
- 1997년 4월 : 선도과학연구소（박사 후기과정）설치
- 1999년 4월 : 선도과학연구소에서 학생수용 개시
- 2004년 4월 : 국립 대학법인법의 국립대학법인 종합연구대학원대학이 된다. 수학물리과학연구과를 물리과학연구소, 고에너지가속기과학연구과, 복합 과학연구과의 3개의 연구과(함께 박사 후기 과정)로 개편. 생명과학연구과에 5년 일관제 박사과정을 병설.

## 소재지
- 대학본부소재지 : 240 - 0193 가나가와현 미우라군 하야마정 (쇼난국제촌)
- 각 전공과 소재지 : 각 전공과를 구성하는 기반 연구기관의 소재지와 같다.